# Xiphister
Xiphister és un gènere de peixos de la família dels estiquèids i de l'ordre dels perciformes.

## Distribució geogràfica
Es troba al Pacífic oriental: des de l'illa Kodiak i el sud-est d'Alaska (els Estats Units) fins a l'illa Santa Creu (Califòrnia, els Estats Units) i el nord de Baixa Califòrnia (Mèxic), incloent-hi la costa pacífica del Canadà (la Colúmbia Britànica).

## Taxonomia
- Xiphister atropurpureus (Kittlitz, 1858)[19]
- Xiphister mucosus (Girard, 1858)[20][21][22][23][24][25][26][27][28][29][30]